# Estudis Franciscans
Estudis Franciscans o Estudios Franciscanos, és una revista d'estudis eclesiàstics i franciscans fundada, amb finalitats apologètiques, per Miquel d'Esplugues el 1907. Actualment, és l'òrgan científic d'investigació de totes les províncies caputxines d'Espanya i de Portugal. Publica articles en totes les llengües parlades a la península Ibèrica.
La revista, nascuda a Catalunya, constitueix avui l'òrgan i l'expressió de l'activitat científica de totes les províncies que componen la Conferència Ibèrica de Caputxins (C.I.C.). La CIC és la propietària de la revista, però té la seu a Catalunya.

## Història, denominació i periodicitat
La revista va ser fundada l'any 1907 amb el nom de Revista de Estudios Franciscanos (1907-11). Des de llavors ha pres diverses denominacions: Estudios Franciscanos (1912-22), Estudis Franciscans (1923-36) i un altre cop Estudios Franciscanos (des del 1947). Els volums principals, publicats fora sèrie, són Homenaje al cardenal Vives y Tutó (1913), Miscel·lània tomista (1924), Franciscàlia (1928), i Miscel·lània lul·liana (1935). La col·lecció consta de més de setanta-quatre volums.
La revista sortí amb una periodicitat mensual 1907. El 1927 passà a ser trimestral, i el 1947, quadrimestral. Actualment es publica dos vegades a l'any (gener-agost; setembre-desembre) i consta anualment d'unes 450 pàgines (150 cada número). En casos especials poden publicar-se nombres anuals.
Entre els col·laboradors més assidus cal destacar: Miquel d'Esplugues (fundador i director), Antoni M. de Barcelona, Andreu de Palma de Mallorca, Francesc de Barbens, Modest de Mieras, Ambrós de Saldes, Basili de Rubí, Nolasc del Molar, Martí de Barcelona, Samuel d'Algaida, Marc de Castellví, Pere Màrtir Bordoy i Torrents.

## Objectius
La naturalesa de la revista obeeix a unes finalitats precises i actualment els seus objectius són:
- el foment d'investigació, d'estudis i alta divulgació entre els religiosos caputxins, proporcionant-los un òrgan adequat d'expressió;
- l'extensió del pensament, història i espiritualitat franciscans.

En la presentació de la tercera etapa, quan el títol era en català (Estudis Franciscans), s'explicava:
| «                                        | La primera etapa -d'arborament d'ideals i de relativa inexperiència- calia que fos de combat tant o més que de cultura. La segona ha estat de moderada transició ideològica i de fort assaonament espiritual. El temps, que no sol passar en va, i el viure intens, naturalment havien de determinar aqueixa modalitat, la qual absorbeix onze anys, dels quinze que compta la revista. Desitgem que la tercera, progressivament amplificada i perfeccionada, sigui de maturitat plenària i de copiosa recol·lecció». «Cap ni una de les moltes publicacions d'alta cultura que avui són orgull de Catalunya i escampen arreu de la nostra terra i de l'estranger, no tant una plenitud espiritual - dissortadament tots encara en som lluny- com la nostra dena humil d'assabentar-nos del que passa i del que es pensa en el món, té una dada de naixença anterior a 1907». «...sense estímuls, provinents del voltant nostre, ço és dels estaments eclesiàstics, car ningú de la Clerecia, adés secular adés regular, somniava aquí la viabilitat de revistes de alta cultura religiosa...». «La necessitat d'omplir mensualment i amb text variat vuitanta pagines, ha suplert amb grans avantatges les funcions d'una escola d'escriptors ... ». ~Simultàniament el nostre fascicle mensual aconseguia crear un deler indeturable de cultura religiosa, sota el doble aspecte cristià i seràfic. I a desgrat de qualsevulla deficiències inherents a tota cosa humana, això ens dona dret a dir en elogi seu que ha realitzat plenament l'ideal de sa fundació. | » |
| — Estudis Franciscans XXX [1923] 1,6-7). | |   |

## Directrius, estructura i llengua
Les directrius dels treballs científics que s'hi publiquin en són dues. Els articles han de ser:
- estudis redactats per religiosos Caputxins, especialment en el camp de les ciències eclesiàstiques;
- estudis directament relacionats amb el pensament i la vida franciscana-caputxina, encara que siguin realitzats per persones alienes a aquesta.

L'estructura de la revista contempla diversos apartats:
- estudis d'investigació;
- notes i comentaris;
- recensions;
- llibres rebuts.

La revista es publica en les llengües pròpies de la Conferència Ibèrica de Caputxins. Es poden admetre articles redactats en les llengües cultes de caràcter universal, però en aquest cas, van acompanyats amb un resum en llengua castellana.